# Acuerdo de Manila
El Acuerdo de Manila de la iniciativa de Diosdado Macapagal se firmó el 31 de julio de 1963 entre Filipinas, Federación Malaya e Indonesia, tras la reunión celebrada del 7 a 11 jun 1963 en Manila, los países accedieron a los deseos del pueblo de Sabah (Borneo Septentrional) y Sarawak en el marco de la Resolución 1541 (XV) de la Asamblea General, Principio 9 del anexo, por un nuevo enfoque, que en opinión del Secretario General es necesario para garantizar el cumplimiento completo del principio de derecho a la autodeterminación de los requisitos consagrados en el Principio 9, teniendo en las elecciones de Sabah (Borneo Septentrional) y Sarawak por las elecciones fueron libres y no hubo coacción.
El Acuerdo recoge la Declaración de Manila entre la entre Filipinas, Federación Malaya e Indonesia y la Declaración conjunta entre Filipinas, Federación Malaya e Indonesia.